# Roc de Tomàs
El Roc de Tomàs és un cim de 1.044 metres d'altitud que es troba en el terme municipal de Conca de Dalt, dins de l'antic terme d'Hortoneda de la Conca, del Pallars Jussà, en l'àmbit del poble d'Hortoneda.
És a prop i al nord-oest del poble d'Hortoneda, damunt i al nord-est del Solà d'Hortoneda i sota i al sud-oest del Feixanc de Tomàs, a migdia del Cap del Bosc de Llania i de la Collada.